# عبد الله بوصوف
عبد الله بوصوف (5 مارس 1962، الناظور) مؤرخ مغربي، في عام 2007، تم تعيينه أمينا عاما لمجلس الجالية المغربية بالخارج من قبل الملك محمد السادس.

## مسيرته
حصل على الدكتوراه سنة 1991 من جامعة ستراسبورغ الثانية، في موضوع العلاقات في منطقة البحر الأبيض المتوسط في القرن الثالث عشر. 
شغل عام 1993 منصب رئيس جمعية مسجد ستراسبورغ. ويرجع له الفضل في مشروع بناء المسجد الكبير في ستراسبورغ الذي يعتبر أول منشأة تم تصميمها منذ البداية للديانة الإسلامية في ستراسبورغ.
اشتغل خبيرا لدى المفوضية الأوروبية ضمن برنامج «روح من أجل أوروبا» 1997-2003. كما ترأس لجنة التكوين في المجلس الفرنسي للديانة الإسلامية (CFCM) قبل أن يتم انتخابه نائبا لرئيس المجلس في عام 2005.
انضم في سنة 2006 إلى معهد الدراسات الإسلامية في بروكسل. كما أسس وأشرف على إدارة المركز الأورو-إسلامي للثقافة والحوار بمدينة شارلروا بلجيكا. وفي سنة 2007 عينه الملك أمينا عاما لمجلس الجالية المغربية بالخارج، وهو المنصب الذي يشغله الآن.